# 李炳军
李炳军（1963年2月—），男，汉族，山东临朐人。中华人民共和国政治人物。现任中共贵州省委副书记、贵州省人民政府省长。

## 简历
1984年3月，李炳军加入中国共产党，同年7月，毕业于山东化工学院有机化工专业后参加工作。历任化工部办公厅部长办公室副主任，国务院办公厅秘书二局一组二秘、副组长、一秘（正处级）兼副组长。1997年8月，任国务院办公厅副局级秘书。2000年11月，任国务院办公厅正局级秘书（朱镕基办公室主任）。2007年9月，任国务院办公厅副部长级秘书。
2013年7月，任江西省人民政府副省长。2015年6月，任中共江西省委常委兼省政府副省长。2015年7月，改兼任中共赣州市委书记。2018年2月24日，当选为第十三届全国人大代表。2018年5月，升任中共江西省委副书记。2020年11月，升任贵州省委副书记、代省长。2021年1月，正式当选省长。